# تیروسیدین
تیروسیدین(به انگلیسی: Tyrocidine) ترکیبی از دکاپپتیدهای حلقوی است که توسط باکتری‌های Brevibacillus brevis موجود در خاک استخراج می‌شود. تیروسیدین‌ها خود می‌توانند از ۴ دنباله اسید آمینه مختلف تشکیل شده باشند، به این ترتیب تیروسیدین A,B،C و D تشکیل خواهند شد. تیروسیدین یک از ترکیبات تشکیل دهنده اصلی تیروتریسین است، ترکیب دیگر موجود تیروتریسین گرمیسیدین است.